# Мітраїзм в Римській імперії

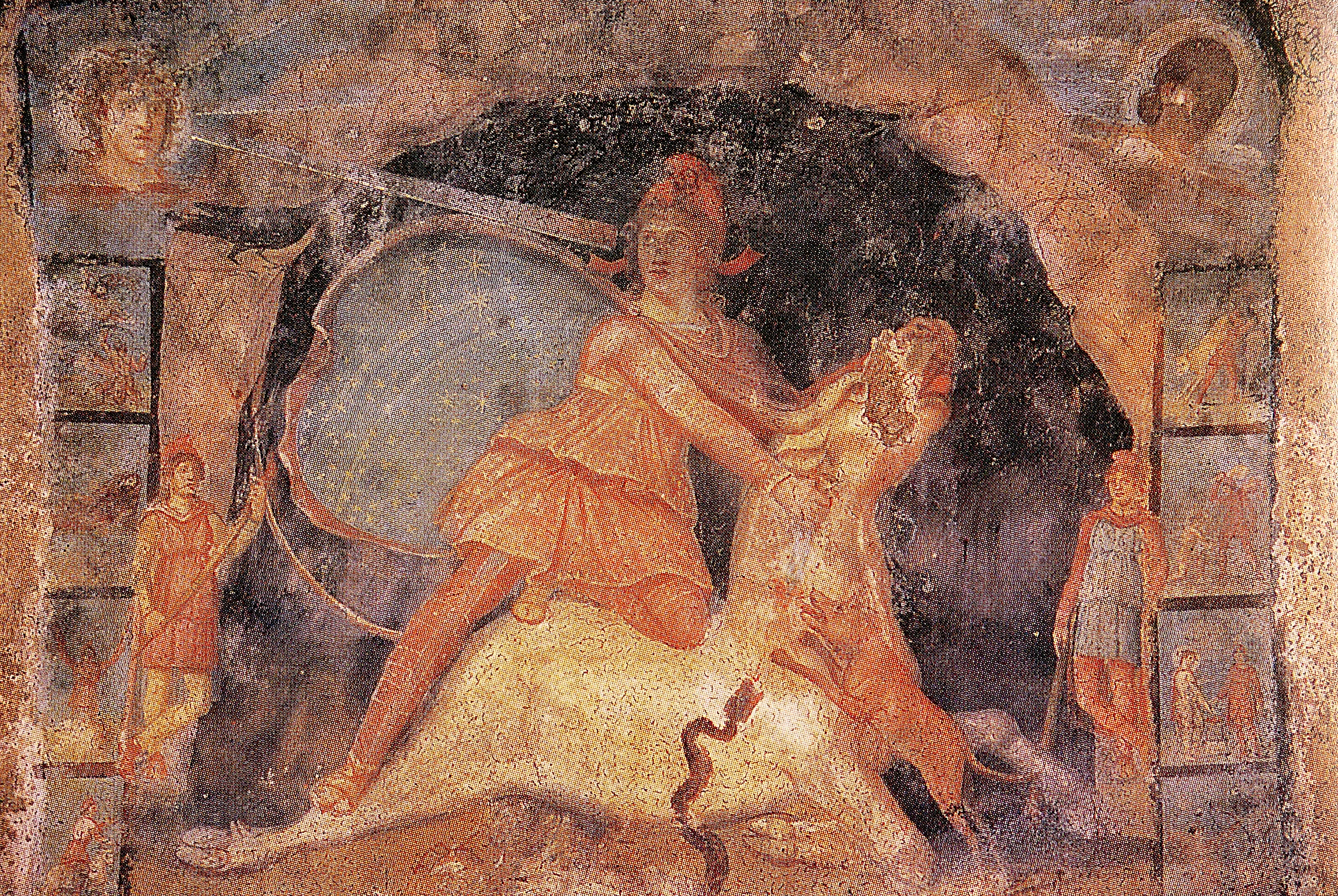
Фреска зі сцени вбивства бика з Мітреуму в Маріно, ІІ або ІІІ століття після Р. Х.

Мітраї́зм або Мітраї́чні місте́рії — таємнича релігія Стародавнього Риму, що базувалася на поклонінні богові Мітрі. Релігія була натхненна іранським поклонінням зороастрійському божеству Мітра. Римський Мітра мав новий, відмінний образ, і ступінь наслідування між перською та греко-римською практиками залишається дискусійним питанням.
Постать бога Мітри зафіксована в Малій Азії з XIV століття до н. е., однак римський мітраїзм вперше згадується поетом Стацієм (†96 н. е.). Найдавніші задокументовані мітреї (ритуальні храми) датуються серединою II століття, а найпізніші — серединою V століття. Культ досяг свого піку наприкінці II — у III столітті, зокрема після приєднання до нього імператора Коммода (180—192 н. е.).
Мітраїзм був виключно чоловічим культом, поширеним по всій Римській імперії з I століття нашої ери, зосередженим навколо постаті Мітри. Містерії були особливо популярні серед римських військових у період з I до IV століття.
Культ мав складну систему з семи ступенів посвяти та спільні ритуальні трапези. Посвячені називали себе syndexioi — «об'єднані рукостисканням». Вони збиралися у спеціальних мітреях (mithraea, одн. mithraeum) — підземних храмах, що збереглися у великій кількості. Центр культу, ймовірно, розташовувався у Римі, але він був поширений по всій західній половині імперії: на південь до римської Африки та Нумідії, на схід до римської Дакії, на північ до римської Британії, і меншою мірою — в римській Сирії.
За підрахунками, у самому Римі існувало щонайменше 680 місць поклоніння. Жодних писемних наративів або теологічних текстів релігії не збереглося; обмежену інформацію про культ можна почерпнути лише з коротких згадок у грецькій та латинській літературі. Інтерпретація археологічних знахідок залишається складною та суперечливою.

## Походження

### Походження терміну
Термін «мітраїзм» — це сучасна назва. Письменники римської епохи називали його такими фразами, як «мітраїстські містерії», «містерії Мітри» або «містерії персів». Сучасні джерела іноді називають греко-римську релігію «римським мітраїзмом» або «західним мітраїзмом», щоб відрізнити його від перського поклоніння Мітрі.
Ім'я Mithras (латинське, еквівалентне грецькому Μίθρας) є формою імені Мітра, стародавнього дозороастрійського, а пізніше зороастрійського божества — зв'язок, зрозумілий дослідникам мітраїзму ще з часів Франца Кумонта. Ранній приклад грецької форми імені міститься у творі Ксенофонта IV століття до н. е. — Кіропедія, що є біографією Кіра Великого.

### Зв'язок із перським богом Мітрою
Дослідження Мітри розпочалося з Франца Кумонта, який опублікував двотомну колекцію джерел та зображень пам'ятників французькою мовою у 1894—1900 роках — Textes et monuments figurés relatifs aux mystères de Mithra. Англійський переклад частини цього твору з'явився у 1903 році під назвою The Mysteries of Mithra. Кумонт вважав, що римська релігія була «римською формою маздаїзму» — перської державної релігії, яка поширювалася зі Сходу. Він ототожнив арійського бога, який згадується в перській та індійській традиціях, з Мітрою — богом з ведичних гимнів. За Кумонтом, Мітра прийшов до Риму «в супроводі великого представництва маздеїстського пантеону». Він вважав, що хоча релігія зазнала певних змін на Заході, вони були переважно поверхневими.
Теорії Кумонта піддали суворій критиці Джон Хіннеллс та Р. Л. Гордон на Першому міжнародному конгресі мітраїстичних досліджень у 1971 році. Хіннеллс не відкидав ідеї іранського походження мітраїзму, однак вказував, що реконструкція Кумонта суперечить іранському матеріалу, текстам і римській іконографії. Р. Л. Гордон звинуватив Кумонта у спотворенні джерел для підтвердження його гіпотези та підкреслив, що мітраїзм слід розглядати як нове релігійне явище в межах римської культури. Подібну позицію висловив також Лютер Мартін, стверджуючи, що мітраїзм потрібно інтерпретувати в контексті римського суспільства.

### Відмінності між римським мітраїзмом і зороастризмом
Мітраїзм відрізнявся від зороастризму як у теологічному, так і в ритуальному аспекті. У зороастризмі Мітра був лише одним із численних язатів — божеств-помічників Ахура-Мазди, відповідальних за договори, сонце та справедливість. Натомість у мітраїзмі Мітра стає центральною фігурою культу, уособленням переможця над силами хаосу, якого зображають у сцені вбивства священного бика — тауктонії, відсутній у зороастрійській традиції.
Мітраїзм розвинув складну систему ініціаційних ступенів та містеріальних обрядів, що були чужі зороастризму з його акцентом на етику, вогнепоклонство та сімейне богослужіння. Таким чином, римський культ Мітри постав як самостійне релігійне явище, адаптоване до умов римської імперії.

## Основи віровчення

### Боротьба Мітри з биком (тауктонія)
Центральним мотивом іконографії мітраїзму є сцена, відома як тауктонія — вбивство Мітрою священного бика. Хоча вона не збережена у письмових джерелах, її численні зображення на рельєфах, фресках і статуях знайдені в мітреях по всій Римській імперії.
У центрі зображення — Мітра, одягнений у фрігійський капелюх та анатолійське вбрання. Він стоїть на бикові, тримає його за ніздрі й встромляє ножа в шию, дивлячись через плече на Сола. Собака, змія і скорпіон тягнуться до крові або геніталій бика. З його хвоста часто проростає пшениця. Поруч із Мітрою — двоє факелоносців, Каутес і Кавтопат, які тримають факели або пастуші палиці.
Подія відбувається в печері — важливому символічному елементі мітраїзму. Навколо сцени іноді зображено коло з зодіакальними знаками. У верхньому лівому куті може бути зображений Сонячний бог, а праворуч — Луна у півмісяці. Часто над Мітрою зображено промені світла, які символізують зв'язок з небом.

### Ритуали мітраїзму
Для реконструкції ритуалів мітраїзму дослідники здебільшого покладаються на свідчення Отців Церкви, які критикували мітраїстський культ, а також на збережену іконографію, знайдену у мітреях.
Жінки не допускалися до участі в мітраїстських містеріях. Щодо чоловіків, то, здається, не існувало мінімального віку для вступу до культу: відомі випадки посвячення дітей.
Мовою ритуалів зазвичай була грецька, однак вживалися також окремі формули перською мовою (ймовірно, вже незрозумілою для більшості учасників), а згодом вводилася і латина.

Основним обрядом був ритуальний бенкет, який, за зовнішніми ознаками, нагадував агапу або навіть Євхаристію. За словами Юстина Мученика, їжею на бенкеті були хліб і вода, проте археологічні свідчення вказують на вживання м'яса жертовних тварин і вина, або, можливо, хліба й вина. Ця трапеза відбувалася в центральній частині мітрею: дві паралельні лави дозволяли учасникам лягти, за римським звичаєм, і взяти участь у святій трапезі. Круки (лат. Corax) — найнижчий ступінь посвячення — виконували роль прислуги.

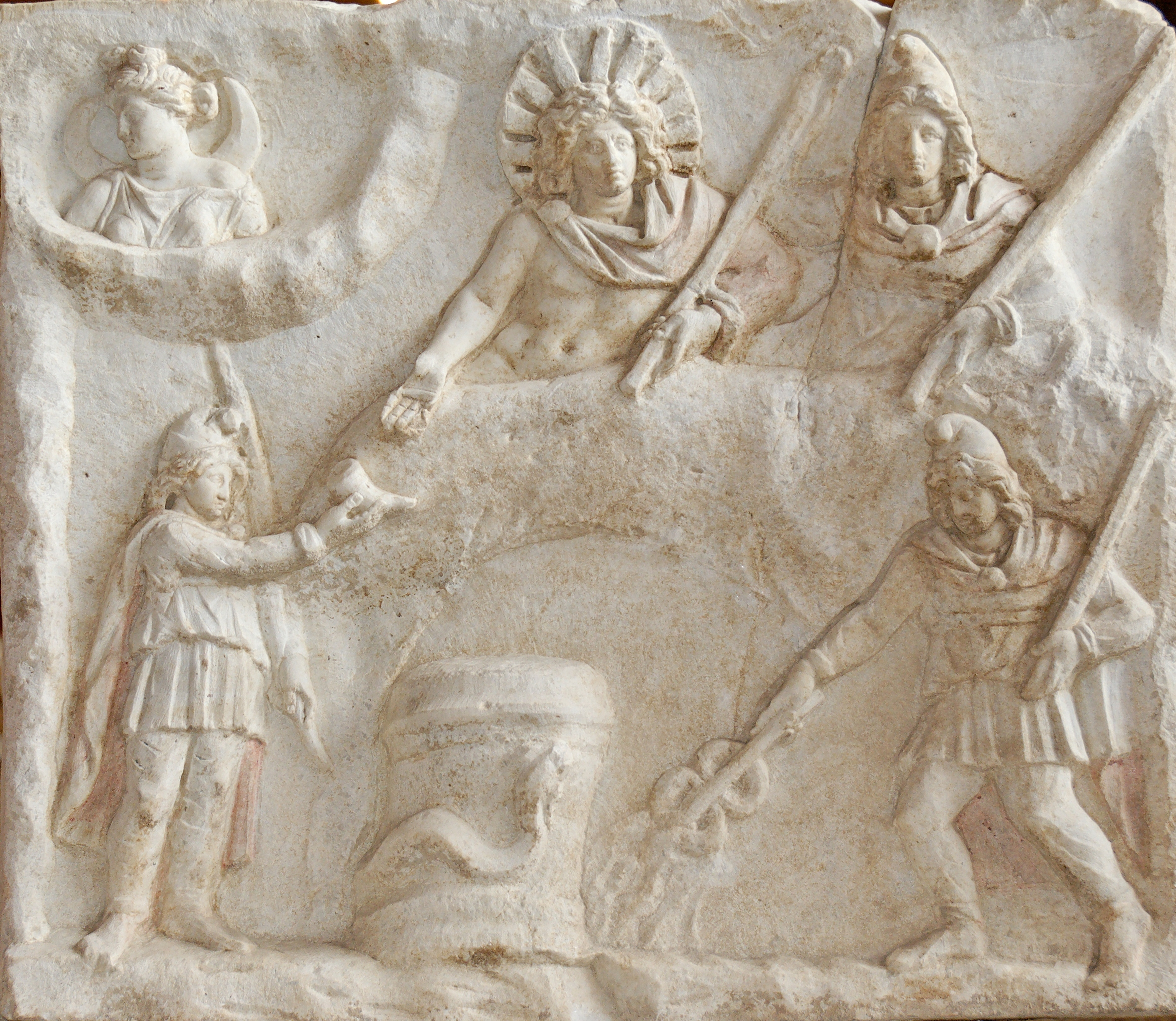
Бенкет Мітри на барельєфі, що зберігається в Луврі.

Обряд також включав жертвоприношення бика — тавроктонію. Приносили в жертву й інших тварин. Статуя Мітри Тавроктона відігравала важливу, хоч і не цілком зрозумілу роль. У деяких мітреях знайдено обертові п'єдестали, які, можливо, дозволяли по черзі відкривати і приховувати зображення божества від вірян.
На пізньому етапі розвитку культу з'являється обряд тавроболії — «хрещення» кров'ю бика, практикований і в інших східних містеріях. Тертуліан гостро засуджував цю практику з християнських позицій.
Окремі обряди були пов'язані з ініціацією. За словами Тертуліана, обряд посвяти у ступінь Воїна включав умовне хрещення (ймовірно, шляхом занурення у воду), таврування розпеченим залізом, а також «обряд корони»: кандидатові на голову клали корону, яку він мав скинути, промовляючи, що Мітра — його єдина корона.
Також відомо про інсценовану ритуальну смерть, у якій офіціант виконував роль «батька» — можливо, це пов'язано з ідеєю реінкарнації як завершального етапу посвяти.
У ступені Лева за Порфирієм, новонародженим клали мед на язик — звичай, що має іранське походження, де мед символізував місяць. Дорослим посвяченим мед лили на руки, після чого вони злизували його — як форму причастя.
Кожен із семи рівнів посвяти мав власний ритуал і символіку.

### Свята
25 грудня (приблизно в день зимового сонцестояння) відзначалося народження Мітри. Шістнадцяте число кожного місяця також вважалося священним. Послідовники Мітри вшановували й неділю, день Сонця.

## Культові споруди

### Архітектура мітреїв
Мітраїум (лат. Mithraeum, множ. Mithraea, грец. Μιθραίον) — це храм, збудований у класичну античність поклонниками Мітри. Більшість мітраїв можна датувати між 100 до н. е. і 300 н. е., в основному в межах Римської імперії.
Мітраїум зазвичай був або природною печерою, або спорудою, що імітувала її. Його зводили у підземеллях чи під існуючими будівлями, як, наприклад, мітраїум під базилікою Святого Климента в Римі. Більшість мітраїв розташовані під землею, часто з отворами в стелі для пропуску світла, що символізувало зв'язок із Всесвітом. Характерні особливості — єдиний вхід, вівтар у задній частині приміщення та підняті лави вздовж стін для ритуальних трапез.
Такі споруди були поширені в межах колишньої Римської імперії, особливо біля кордонів, де базувались легіони. Мітраїуми іноді перетворювали на крипти під християнськими церквами, але їх упізнавали за типовим плануванням. Основною функцією мітраїуму було проведення ініціацій та культових трапез. Його структура символізувала «образ Всесвіту», а шлях душі через Всесвіт нагадував рух сонця.
Згідно з традицією, перси називали це місце печерою для посвяти новачків у Таємниці. За переданням, Зороастр уперше освятив природну печеру на честь Мітри як космічний символ, де речі в її межах уособлювали елементи та кліматичні зони світу.

### Відомі знахідки
Згідно з Роджером Беком, зафіксовані місця римського культу на ранній стадії (бл. 80–120 р. н. е.) такі:
Мітраїуми, що датуються за керамікою
- Ніда / Геддернхайм III (Верхня Германія)

- Могонтіакум (Верхня Германія)

- Понс Аені (Норик)

- Цезарея Марітима (Юдея)

Датовані написи
- Ніда / Геддернхайм I (Верхня Германія) — Maarten J. Vermaseren (1956). Corpus Inscriptionum et Monumentorum Religionis Mithriacae. Т. II. Brill. с. 1091, 1092, 1098.

- Карантум III (Паннонія Верхня)

- Новае (Мезія Нижня)

- Оескус (Мезія Нижня)

- Рим

## Занепад мітраїзму
На відміну від християнства, культ Мітри спочатку не переслідувався в Римській імперії. Наприкінці III століття відбувся синкретизм між релігією Мітри та деякими солярними культами східного походження, який трансформувався в нову релігію Sol Invictus («Непереможне Сонце»). Ця релігія була встановлена як офіційна в імперії у 274 році імператором Авреліаном, який звів у Римі розкішний храм, присвячений новому божеству, і створив державний корпус жерців для поклоніння йому. Найвищий очільник цього культу носив титул понтифіка Solis Invicti. Авреліан приписував свої перемоги на Сході саме Sol Invictus.
Цей синкретизм, однак, не призвів до зникнення мітраїзму, який продовжував існувати як неофіційний культ. Багато тогочасних сенаторів сповідували як мітраїзм, так і релігію Sol Invictus.
Однак мітраїзм ніколи не був державним культом Римської імперії і не отримував жодної державної підтримки, незважаючи на свою широку популярність. Конкуренція з боку християнства, підтриманого Костянтином Великим, переманювала послідовників у мітраїзму. Важливо зазначити, що мітраїзм виключав жінок, які мали право брати участь у християнському богослужінні.
Християнство витісняло мітраїзм протягом IV століття, поки не стало єдиною офіційною релігією імперії за часів Феодосія I (379—395). У 391 році, коли імператор Феодосій I зробив християнство державною релігією, сповідування інших релігій було заборонено під страхом смертної кари. Як наслідок, мітраїзм, очевидно, зник протягом дуже короткого часу.
Були спроби відродити культ Мітри імператором Юліаном Відступником (361—363) та узурпатором Євгенієм (392—394), але вони не були успішними.